# Тимелея
Тимеле́я (лат. Thymelaea) — род кустарников и травянистых растений, включённый в семейство Волчниковые (Thymelaeaceae). Типовой род семейства.

## Ботаническое описание
Представители рода — кустарники либо многолетние или однолетние травянистые растения с очерёдными узкими эрикоидными листьями.
Цветки собраны в мутовчатое соцветие в пазухах листьев или на концах побегов, реже одиночные. У большинства видов цветки разделены на тычиночные и пестичные. Чашечка состоит из 4 нахлёстывающихся чашелистиков. Венчик отсутствует. Тычинки в пестичных цветках обычно отсутствуют, реже недоразвитые и стерильные. Пестик с голой или бархатистой завязью, в тычиночных цветках может вовсе отсутствовать, рыльце плоское или выпуклое.
Околоплодник плёнчатый. Семена с жёсткой кожицей, мясистые.
Число хромосом — 2n = 18, 27, 36.

## Ареал
Большинство видов тимелеи распространены в Европе и Северной Африке, некоторые известны из Северной и Восточной Азии. Один вид натурализовался в Австралии.

## Таксономия
|  |                                      |  |                                                         |                                                         |                       |  | ещё 13 семейств (согласно Системе APG III) |            |             |                |
|  |                                      |  |                                                         |                                                         |                       |  |                                            |            |             | около 30 видов |
|  |                                      |  |                                                         | порядок Мальвоцветные                                   |                       |  |                                            |            | род Тимелея |                |
|  |                                      |  |                                                         | порядок Мальвоцветные                                   |                       |  |                                            |            | род Тимелея |                |
|  | отдел Цветковые, или Покрытосеменные |  |                                                         |                                                         | семейство Волчниковые |  |                                            |            |             |                |
|  | отдел Цветковые, или Покрытосеменные |  |                                                         |                                                         |                       |  |                                            |            |             |                |
|  |                                      |  | ещё 58 порядков цветковых растений (по Системе APG III) | ещё 58 порядков цветковых растений (по Системе APG III) |                       |  |                                            | ещё 51 род | ещё 51 род  |                |
|  |                                      |  |                                                         | ещё 58 порядков цветковых растений (по Системе APG III) |                       |  |                                            |            | ещё 51 род  |                |

### Синонимы
- Chlamydanthus C.A.Mey., 1843
- Ligia Fasano, 1780
- Piptochlamys C.A.Mey., 1843
- Tartonia Raf., 1840

### Виды
- Thymelaea antiatlantica Maire, 1933
- Thymelaea argentata (Lam.) Pau, 1932
- Thymelaea aucheri Meisn., 1857
- Thymelaea broteriana Cout., 1908
- Thymelaea calycina (Lapeyr.) Meisn., 1857
- Thymelaea cilicica Meisn., 1857
- Thymelaea coridifolia (Lam.) Endl., 1848
- Thymelaea dioica (Gouan) All., 1785
- Thymelaea granatensis (Pau) Lacaita, 1929
- Thymelaea gussonei Boreau, 1858
- Thymelaea hirsuta (L.) Endl., 1848 — Тимелея волосистая
- Thymelaea lanuginosa (Lam.) Ceballos & C.Vicioso, 1933
- Thymelaea lythroides Barratte & Murb., 1906
- Thymelaea mesopotamica (C.Jeffrey) B.Peterson, 1972
- Thymelaea microphylla Meisn., 1857
- Thymelaea passerina (L.) Coss. & Germ., 1859 — Тимелея однолетняя, или Тимелея обыкновенная[2]
- Thymelaea procumbens A.Fern. & R.Fern., 1952
- Thymelaea pubescens (L.) Meisn., 1857
- Thymelaea putorioides Emb. & Maire, 1932
- Thymelaea ruizii Loscos, 1871
- Thymelaea salsa Murb., 1923
- Thymelaea sanamunda All., 1785
- Thymelaea subrepens Lange, 1893
- Thymelaea tartonraira (L.) All., 1785
- Thymelaea tinctoria (Pourr.) Endl., 1848
- Thymelaea velutina (Pourr. ex Cambess.) Endl., 1848
- Thymelaea villosa (L.) Endl., 1848
- Thymelaea virescens Meisn., 1857
- Thymelaea virgata (Desf.) Endl., 1848